# Ahuntsic-Cartierville
Pour les articles homonymes, voir Ahuntsic (homonymie) et Cartierville.
Ahuntsic-Cartierville (prononciation : /a.ɔnt.sik.kaʁ.tje.vil/) est un des dix-neuf arrondissements urbains de la ville de Montréal, au Québec (Canada). Créé lors des réorganisations municipales québécoises de 2002, il est composé de deux quartiers: Ahuntsic, un ancien village annexé à l’agglomération de Montréal le 4 juin 1910, et Cartierville, une ville annexée le 22 décembre 1916.
Situé au nord de l’île de Montréal, sur les rives de la rivière des Prairies, le territoire d’Ahuntsic-Cartierville est l’un des deux premiers noyaux de peuplement de Montréal. C’est la construction de la place fortifiée de Sault-au-Récollet par les Sulpiciens en 1696 qui entraîne la colonisation du territoire.

## Géographie
L'arrondissement d'Ahuntsic-Cartierville est situé à l'extrémité nord de l'île de Montréal, au Canada. Plusieurs ponts (Viau, Médéric-Martin, Papineau-Leblanc et Lachapelle) le relient à la ville de Laval. Il est limité, au sud-est par l'arrondissement Villeray–Saint-Michel–Parc-Extension, au nord, par la rivière des Prairies, au sud-ouest par l'arrondissement de Saint-Laurent, à l'ouest par Pierrefonds-Roxboro et à l'est par l'arrondissement Montréal-Nord.
L'arrondissement a une superficie de 23 km2, et le territoire comprend, en 2011, une population de 126 891 personnes. Il est traversé par le boulevard Gouin et le boulevard Henri-Bourassa.

### Quartiers de référence
- Q01 Cartierville
- Q02 Nouveau-Bordeaux (d)
- Q03 Nicolas-Viel (d)
- Q04 Sault-au-Récollet
- Q05 Saint-Sulpice (d)
- Q06 La Visitation (d)

### Quartiers sociologiques
- Ahuntsic
- Cartierville

## Toponymie

### Ahuntsic
- Le quartier Ahuntsic est nommé en l'honneur d'Ahuntsic (???-1625), qui était un protégé de Nicolas Viel.

### Cartierville
- Cartierville est nommé en l'honneur de l'homme politique George-Étienne Cartier.

## Histoire

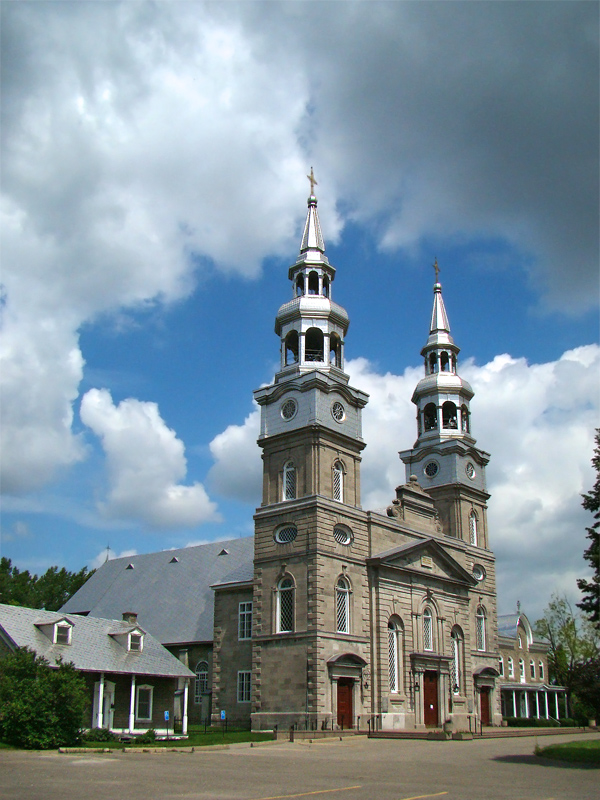
L'église de la Visitation de la Bienheureuse-Vierge-Marie.

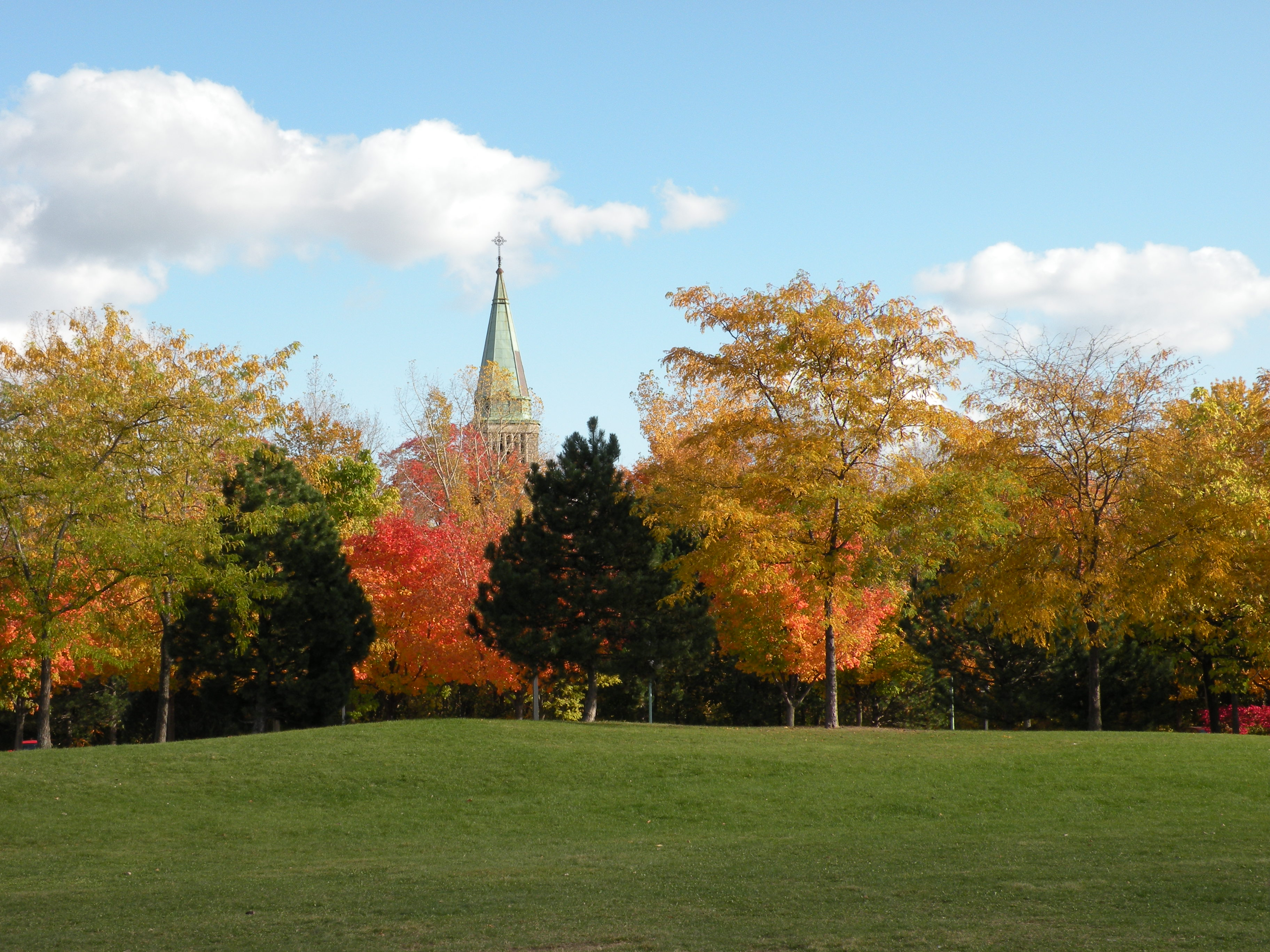
La cathédrale Saint-Maron, vue du parc de l'école Sophie-Barat.

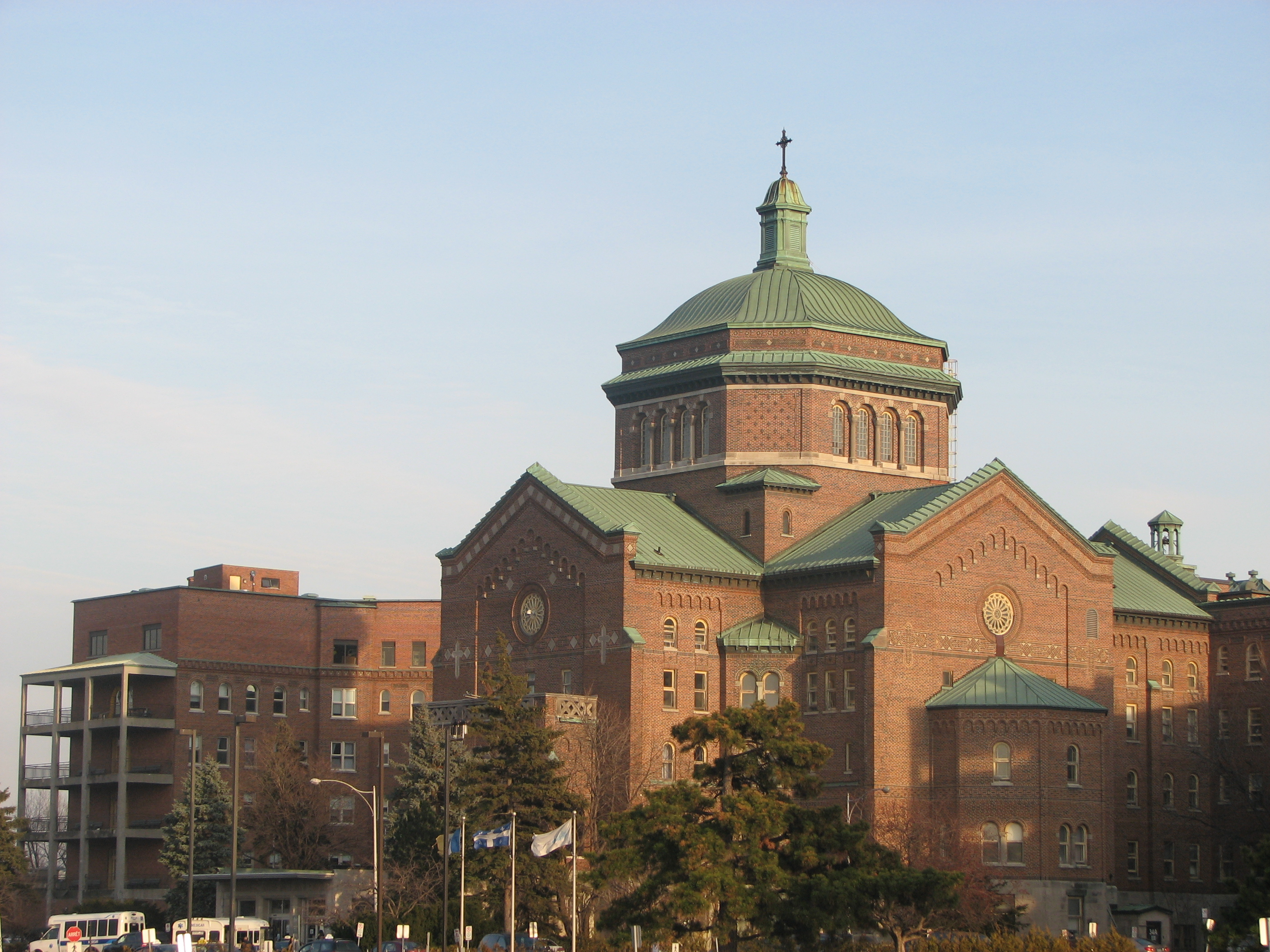
L'hôpital du Sacré-Cœur de Montréal.

Le secteur d'Ahuntsic a connu une des plus anciennes occupations de l'île de Montréal.
Le village de Sault-au-Récollet, situé près du pont Papineau-Leblanc, a été l'un des deux premiers noyaux de peuplement de Montréal. On l'a nommé ainsi en souvenir d'un Récollet, le père Nicolas Viel, qui s'est noyé dans les rapides avoisinants en 1625. Son compagnon d'infortune, un jeune Français nouvellement débarqué dans la colonie, s'appelait Ahuntsic.
Dès 1695, les Sulpiciens érigent un fort au Sault-au-Récollet dans le but de protéger les colons et sécuriser le marché de la fourrure.
On érige en 1751 l'église de la Visitation, qui subsiste aujourd'hui. La municipalité du Sault-au-Récollet est fondée le 1er juillet 1845 et devient la ville du Sault-au-Récollet le 19 février 1914. Cette dernière est annexée à Montréal le 22 décembre 1916. Enfin, ce qui restait du territoire de la paroisse du Sault-au-Récollet est constitué en ville sous le nom de Montréal-Nord, le 5 mars 1915.
Au XIXe siècle, trois villages s'implantent sur les bords de la rivière des Prairies, le long du chemin de la côte du Bord-de-l'eau (aujourd'hui le boulevard Gouin) vers l'ouest : Cartierville (l’Abord-à-Plouffe à l'origine), le Gros-Sault et Back River qui, en 1897, deviendra la ville d'Ahuntsic. Bordeaux se détache de Cartierville, l'année suivante, pour devenir village indépendant. Le secteur cossu de Saraguay, à l'extrémité ouest, fera de même en 1914. Tous ces villages, sauf Saraguay, seront annexés à Montréal avant la Première Guerre mondiale. Des traverses y relient la côte à l'île Jésus, à l'emplacement des ponts actuels. Les charmes de la rivière attirent bientôt sur les rives des Montréalais fortunés provenant du Mille carré doré qui choisissent le boulevard Gouin comme lieu de villégiature.
L'entrée en fonction d'une nouvelle ligne de tramway (1892) accélèrent l'urbanisation de ce secteur. C’est en 1906 que la municipalité de Cartierville est fondée alors que quelques années plus tard la ville de Saraguay est fondée pour cause de conflit sur fond de gestion des ressources, elle ne sera annexée à la Ville de Montréal qu’en 1964.
En 1959, la construction du boulevard Henri-Bourassa vient bouleverser ce coin paisible en séparant la partie riveraine du reste de la ville.
Maintenant, ces anciens quartiers sont regroupés dans l'arrondissement Ahuntsic-Cartierville.

### Quartiers historiques
- Ahuntsic
- Cartierville
- La Visitation
- Nicolas-Viel
- Nouveau-Bordeaux
- Bordeaux
- Saint-Sulpice
- Sault-au-Récollet
- Youville
- Saint-Simon
- Saraguay

## Démographie
Le tableau suivant fait état de l'évolution de la population d'Ahuntsic-Cartierville depuis 2006, soit le premier recensement canadien après la constitution de l'arrondissement.
| 2006    | 2011    | 2016    | 2021    | 2026 |
| ------- | ------- | ------- | ------- | ---- |
| 126 607 | 126 891 | 134 245 | 135 336 | -    |

## Administration
| Période                                  | Période  | Identité              | Étiquette                          | Qualité |
| ---------------------------------------- | -------- | --------------------- | ---------------------------------- | ------- |
| 2001                                     | 2005     | Noushig Eloyan        | Vision Montréal                    |         |
| 2005                                     | 2009     | Marie-Andrée Beaudoin | Union Montréal                     |         |
| 2009                                     | 2017     | Pierre Gagnier        | Équipe Denis Coderre pour Montréal |         |
| 2017                                     | En cours | Émilie Thuillier      | Projet Montréal                    |         |
| Les données manquantes sont à compléter. |          |                       |                                    |         |

Les conseillers de la Ville sont :
- Julie Roy (Projet Montréal, District de Saint-Sulpice) ;
- Effie Giannou (Ensemble Montréal, District de Bordeaux-Cartierville) ;
- Nathalie Goulet (Projet Montréal, District de Ahuntsic);
- Jérôme Normand (Projet Montréal, District du Sault-au-Récollet).

### Districts électoraux
- Bordeaux-Cartierville ;
- Ahuntsic ;
- Saint-Sulpice ;
- Sault-au-Récollet.

## Économie
Ahuntsic-Cartierville compte plusieurs parcs industriels, dont la Cité de la mode, intégrée au District Central, où se trouvent plusieurs usines de vêtements et de haute technologie.
La FTQ y a son siège social.

## Culture

### Arts et médias
Deux médias locaux existaient jusqu'au 11 août 2023 dans l'arrondissement. L'hebdomadaire gratuit Métro Ahuntsic-Cartierville (anciennement Courriers Ahuntsic et Bordeaux-Cartierville), publié par Métro Media Inc. a fermé ses portes (le p.-d.g. Andrew Mulé a annoncé la suspension des activités de son groupe de presse le 11 août 2023, puis sa faillite a été officialisée le 17 septembre 2023). Il reste seulement le Journal des voisins (Journaldesvoisins.com), organisme à but non lucratif (OBNL) fondé en 2012.
Le Journal des voisins publie des actualités quotidiennes sur le Web à raison de six jours par semaine, du lundi au samedi. Les samedis matin, les gens abonnés à l'infolettre reçoivent par courriel un bulletin résumant l'actualité de la semaine, avec les hyperliens vers tous les articles. Ce média communautaire distribue aussi gratuitement dans l'arrondissement d'Ahuntsic-Cartierville un journal papier bimestriel, surnommé le Mag. On peut le consulter en ligne à https://journaldesvoisins.com/magazinejdv/. 
Aussi, le FestiBlues international de Montréal a eu lieu chaque année de 2002 à 2016 dans le parc Ahuntsic adjacent à la station de métro Henri-Bourassa. Cet événement avait lieu au milieu du mois d'août et rassemblait les plus grands musiciens de blues de calibre international.
Depuis 2013, le festival de musique classique Ahuntsic en fugue se tient chaque année durant quatre jours au mois d'août dans plusieurs lieux d'Ahuntsic-Cartierville. Il n'a cependant pas eu lieu en 2023.
Mettant à l'honneur les traditions québécoises (musique, danse, chanson, conte et autres disciplines), le Festival Trad de Montréal, anciennement la Grande Rencontre, a été fondé en 1993. Il se déroule depuis 2021 dans les locaux de l'organisme EspaceTrad à la Maison de la culture Ahuntsic et au parc Ahuntsic, la longue fin de semaine du congé de la Fête du travail (fin août-début septembre).

### Éducation
- Collégial
  - Collège Ahuntsic (public)
  - Collège de Bois-de-Boulogne (public)
  - Institut des communications graphiques du Québec (public)
  - Collège André-Grasset (privé)

- Secondaire
  - École Pasteur (privé)
  - École secondaire Évangéline (public)
  - École secondaire La Dauversière (public)
  - École secondaire Sophie-Barat (public)
  - École secondaire Marie-Anne (public)
  - Collège Mont-Saint-Louis (privé)
  - Collège Regina Assumpta (privé)
  - Collège Sainte-Marcelline (privé)

- Primaire
  - École Ahuntsic (public)
  - École Atelier (public)
  - École Christ-Roi (public)
  - École Dominic-Savio (public)
  - École Fernand-Seguin (public)
  - École La Visitation (public)
  - École Louis-Colin (public)
  - École au Jardin Bleu (Privé)
  - École Saint-André-Apôtre (public)
  - École Saint-Antoine-Marie-Claret (public)
  - École Saint-Benoît (public)
  - École Saint-Isaac-Jogues (public)
  - École Saint-Paul-de-la-Croix (public)
  - École Saint-Simon-Apôtre (public)
  - École Sainte-Lucie (public)
  - École Saints-Martyrs-Canadiens (public)
  - École François-de-Laval (public)
  - École Augustin Rocelli (privé)
  - École Sainte-Odile (public)
  - École Alice-Parizeau (public)
  - École Gilles-Vigneault (public)
  - École Louisbourg (public)
  - École Pasteur (Privé)
  - Collège Jacques-Prévert (privé)

### Attraits
- Parc-nature de l'Île-de-la-Visitation
- Parc-nature du Bois-de-Liesse
- Parc-nature du Bois-de-Saraguay
- Parcours Gouin (destination récréotouristique 4 saisons, le long de la rivière des Prairies)
- Église de la Visitation de la Bienheureuse-Vierge-Marie
- Marché central de Montréal
- Parc Raimbault
- Parc Belmont, jadis un parc d'attraction avant la création de La Ronde[7]
- Le Village de Sault-au-Récollet
- Bibliothèque d'Ahuntsic
- Maison de la culture Ahuntsic-Cartierville
- Arénas

### Sport
Les principales installations sportives sont au complexe sportif Claude-Robillard.
Le Centre culturel et sportif Regina Assumpta offre aussi des installations sportives.

### Ahuntsic-Cartierville dans la culture
Plusieurs œuvres s'inspirent d'Ahuntsic-Cartierville. Notamment, le personnage Paul, de la série éponyme créée par Michel Rabagliati, y emménage dans l'album Paul à Québec (2009). Plusieurs scènes du film Maurice Richard (2005), de Charles Binamé, se passent dans le quartier Bordeaux, d'où est originaire Maurice Richard.

## Transport

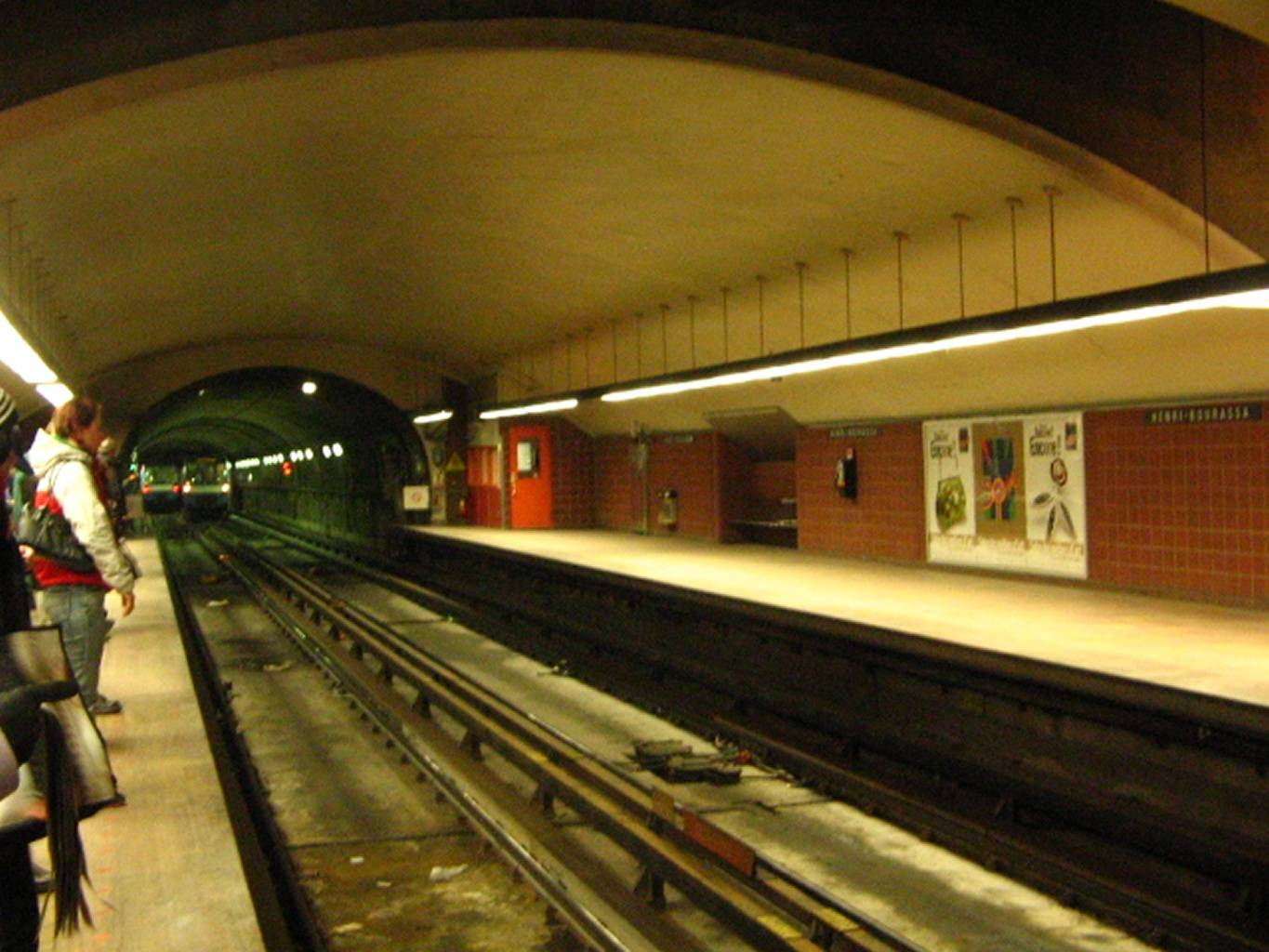
La station Henri-Bourassa.

Les stations de métro Crémazie, Sauvé et Henri-Bourassa se trouvent dans l'arrondissement. La station de métro Côte-Vertu dessert plusieurs lignes d'autobus parcourant l'arrondissement.

## Personnalités

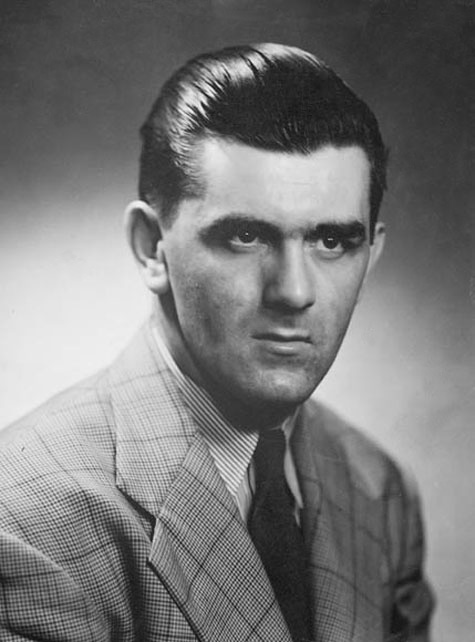
Maurice Richard.

- Mike Bossy, joueur de hockey et commentateur sportif
- Berthe Louard fondatrice d'une des premières coopératives d’alimentation du Québec, un parc porte son nom [9]
- Julie Payette, astronaute
- Henri Richard, joueur de hockey
- Maurice Richard, joueur de hockey
- Le groupe de rap Loud Lary Ajust est originaire du quartier Ahuntsic-Cartierville. Les rappeurs Loud et Lary Kidd se sont rencontrés lorsqu'ils étaient au secondaire à l'école  Sophie-Barat avant de s'associer plus tard au producteur Ajust. Plusieurs références à l'école et au quartier se retrouvent dans leurs chansons[réf. nécessaire]
- Djely Tapa est née au Mali; cette chanteuse est installée à Ahuntsic-Cartierville[10].